# Микола (Цегельський)
о. Мико́ла Цеге́льський (повне ім'я — Микола Сава Йосафат Теодорович Цегельський; 17 грудня 1896, Струсів — 29 травня 1951, Явас, Мордовська АРСР) — блаженний священномученик католицької церкви, український церковний і громадський діяч у Галичині, греко-католицький священник.

## Життєпис

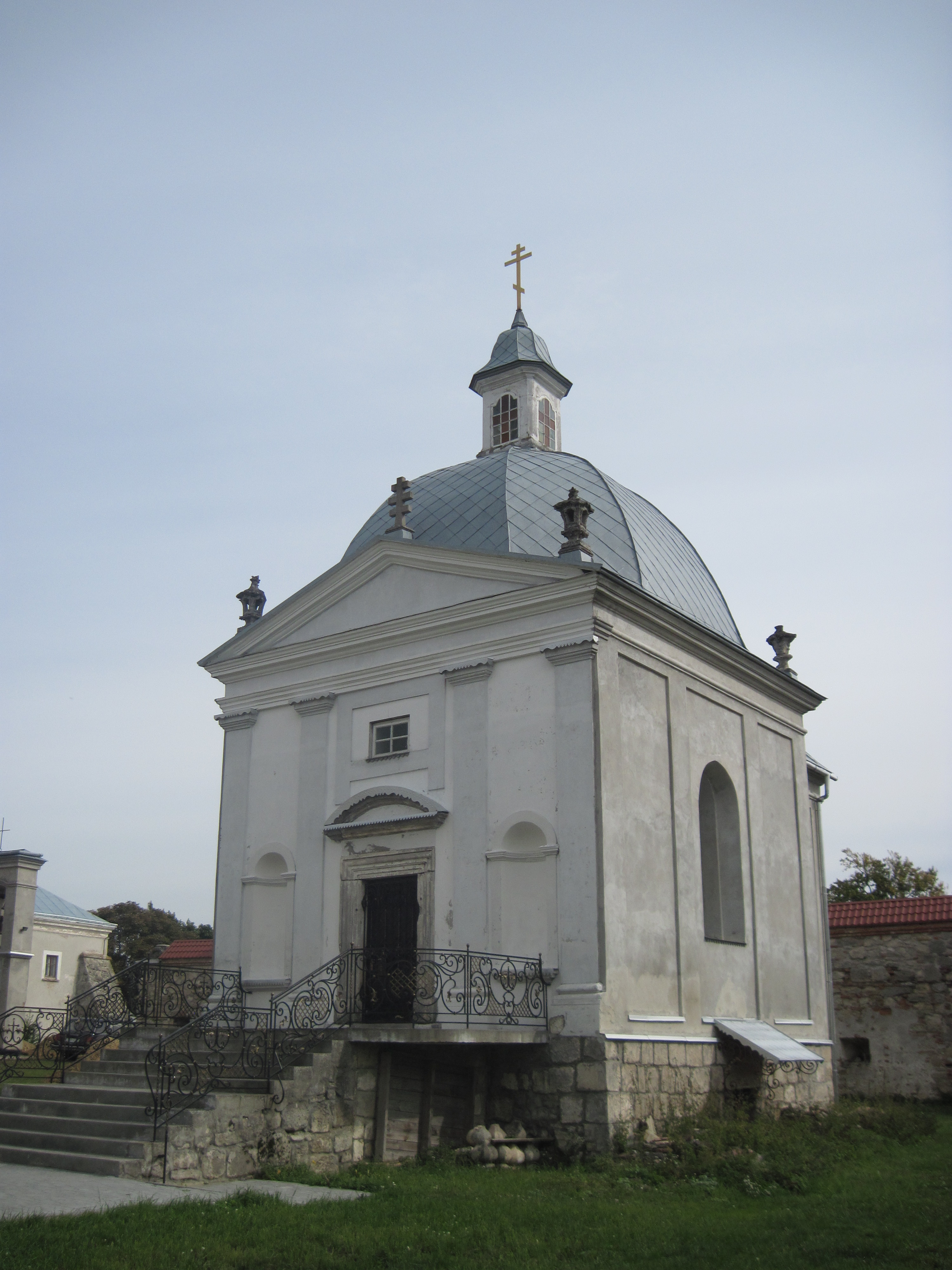
Каплиця Миколи Цегельського, Підкамінь

Микола Цегельський народився 17 грудня 1896 року в містечку Струсові (Королівство Галичини і Володимирії, Австро-Угорська імперія, нині село Струсів, Теребовляського району, Тернопільської областї, Україна. Був сином видатного душпастиря о. Теодора Цегельського із давнього священничого роду та Марії Магдалини Мандичевської. У 1918 році закінчив Теребовлянську гімназію (?Тернопільську) і вступив на теологічний факультет Львівського університету, який закінчив на відмінно у 1923 р. 31 серпня 1924 р. Микола Цегельський повінчався із Йосифою Ратич. Син — Маркіян (Атиноген) Цегельський — вчений-енергетик.
5 квітня 1925 р. митрополит Андрей Шептицький рукоположив його на священника. Був ревним душпастирем, дбав про духовність, освіту та добробут своїх парафіян. Спочатку працював у с. Висипівцях Озернянського деканату (1925–1927), з листопада 1927 — парохом с. Сорока Гримайлівського деканату. При церкві о. М. Цегельський заснував три братства: Братство Апостольства молитви, яке згуртувало 170 парафіян, Братство Найсвятіших Тайн (62 особи) і Братство тверезості (60 чоловік). Кожне братство мало свою програму, свої обов'язки і активно діяло під проводом свого душпастиря. У 1934 р. отець почав будівництво (було закінчено) нової церкви, створивши перед цим сільську цегельню, де селяни самі випалювали цеглу. За 2 роки було побудовано велику церкву (муровану), громадський дім і приміщення для читальні «Просвіти». Отець Микола Цегельський заснував на своїй парохії філію товариства «Сільський господар», Касу взаємодопомоги та молодіжного товариства «Луг».
У 1938 році о. Миколу Цегельського назначено містодеканом (заступником декана) Гримайлівського деканату.
По завершенню Другої світової війни та Львівського собору 1946 року відмовився переходи в РПЦ. 28 жовтня 1946 року був заарештований, а 27 січня 1947 року Військовий трибунал МВС Тернопільської області засудив священника на 10 років ув'язнення. Перебував у пересильних таборах у с. Ляцькому біля Золочева, у Підкамені біля Бродів та на Львівському пересильному пункті на вул. Полтв'яній. Там о. Цегельський регулярно відправляв Служби Божі та акуратно записував, коли і в якому наміренні вони відправлені. Згодом був вивезений у табір суворого режиму в поселенні Явас біля станції Потьма, а його діти були виселені у Читинську область. Мучився від сильних болів нутрощів.
Помер 25 травня 1951 року в селищі Явас, Зубово-Поленського району Мордовської АРСР, РСФСР, похований на цвинтарі с. Потьма. Прах новомученика перепохований на Микулинецькому кладовищі в Тернополі.
Реабілітований 7 липня 1991 року.

Обряд беатифікації відбувся 27 червня 2001 р. у Львові під час Святої Літургії у візантійському обряді за участі Папи Івана Павла II.